# Casa James Watson
La Casa James Watson  es una casa histórica ubicada en Nueva York, Nueva York. La Casa James Watson se encuentra inscrita como un Hito Histórico Neoyorquino en la Comisión para la Preservación de Monumentos Históricos de Nueva York al igual que en el Registro Nacional de Lugares Históricos desde el 24 de julio de 1972.  John McComb, Jr. diseñó la Casa James Watson.

## Ubicación
La Casa James Watson se encuentra dentro del condado de Nueva York en las coordenadas 40°42′09″N 74°00′51″O / 40.7025, -74.014167.